# Rhabdobaris
Rhabdobaris is een geslacht van sponsdieren uit de klasse van de Demospongiae (gewone sponzen).

## Soort
- Rhabdobaris implicata Pulitzer-Finali, 1983